# Ciberassetjament escolar
|  | Aquest article és sobre el ciberassetjament entre menors. Per al ciberassetjament a menors vegeu grooming. |

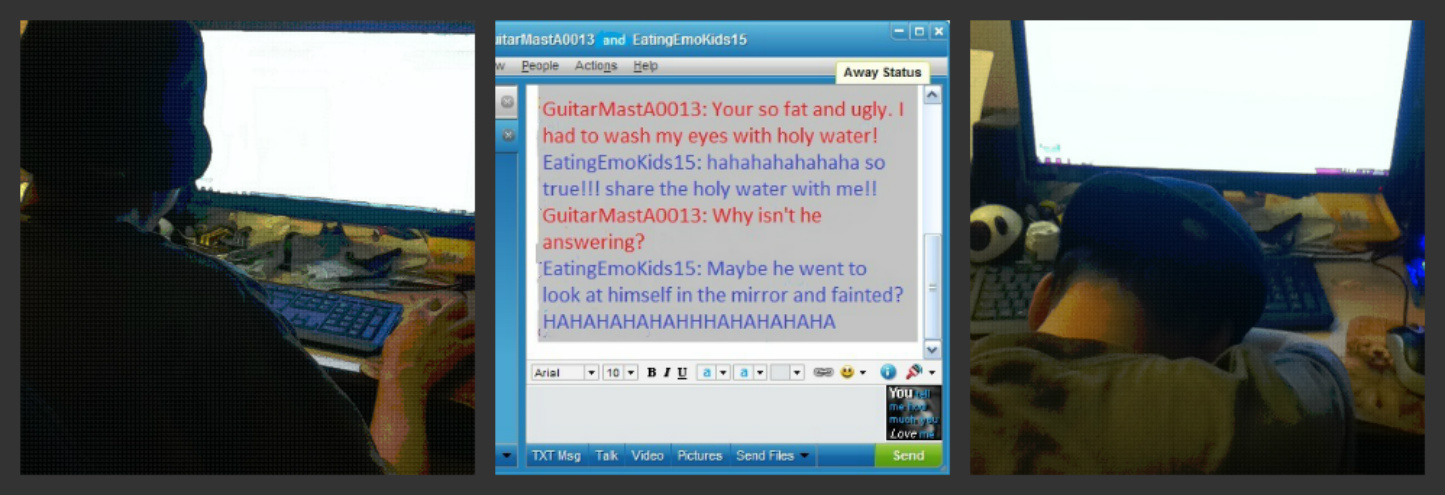
Captura de pantalla d'un xat en què es duu a terme ciberassetjament escolar.

El ciberassetjament escolar, o l'anglicisme ciberbullying (en anglès school cyberbullying), es produeix "quan un nen o adolescent és turmentat, amenaçat, assetjat, humiliat, molestat d'una manera o altra, per un altre nen o adolescent mitjançant l'ús d'Internet, tecnologies interactives i digitals o telèfon mòbil". Hi ha d'haver menors implicats per ambdues bandes, o almenys l'assetjament ha d'haver estat instigat per un menor per anar contra d'un altre menor.
Com en el cas de l'assetjament escolar, no hi ha ciberbullying quan es tracta de fets puntuals.

## Ciberbullying i ciberassetjament
Ciberbullying és un tipus de ciberassetjament, on tant l'assetjador com la víctima són menors d'edat.

## Característiques pròpies del ciberbullying
El ciberbullying comparteix amb el bullying els elements de desequilibri de poder, reiteració i intencionalitat, i a vegades pot ser conseqüència o continuació del bullying escolar. A l'inrevés no és gaire freqüent.
Es tracta d'un fenomen emergent i en creixement, afavorit per diversos factors:
1. Disponibilitat cada vegada major d'accés a Internet i característiques propícies de la xarxa per a la ràpida distribució de missatges, fotos, etc.
2. Minimització del dany causat a la víctima. Sovint s'utilitza la justificació que "no es pot fer mal a través de la xarxa".
3. Sensació d'impunitat, no del tot certa, ja que l'ordinador deixa ”rastres” de navegació.
4. Adopció de rols ficticis, fantasies. Facilitat per a la utilització de "màscares" que afavoreixen la impunitat de l'agressió.
5. Les víctimes no solen denunciar per por a la pèrdua de "privilegis d'ús" (per exemple que els adults no les deixin connectarse a Internet, que els confisquin el mòbil, quedar fora del cercle d'iguals, etc.)

## Els agressors
Els agressors ho fan per reforçar les seves connexions socials i el seu estatus, en el fons sovint és una qüestió de poder. Es fa especialment virulent en el primer cicle de l'ESO, on les relacions entre iguals en el pas de Primària a Secundària impliquen canvis en la formació de grups i en l'estatus social dels adolescents. També és possible que algun alumne s'involucri en aquestes conductes com a "resposta" al tracte humiliant que rep a l'escola per part dels companys.
Una altra raó per la qual hom pot implicar-se en conductes d'assetjament és la suposada i falsa "invisibilitat" que ofereix la xarxa. Aquest fet potencia la creença que no et poden agafar i a més desdibuixa les conseqüències dels propis actes.
Hi ha persones que aprofiten l'absència física d'algú per calumniarlo, insultarlo o difondre falsos rumors contra ell, per aquestes persones el ciberespai és un lloc privilegiat per actuar des de l'anonimat. La ràbia, l'enveja, la venjança, la immaduresa, l'avorriment, la imitació dels models adults, etc. sovint són el motor d'aquestes conductes de ciberassetjament.
A més el ciberespai és un lloc mancat d'un component fonamental de la comunicació: el llenguatge no verbal. I sabem que aquest és el llenguatge de les emocions. Sense el to de veu, la mirada, la gestualitat de l'altre, tenim una imatge esbiaixada de les seves reaccions i emocions, i es fa més fàcil configurar una realitat on el "jo" és absorbit per les circumstàncies del moment i no s'inhibeix el comportament: la ira, la violència i la intolerància apareixen amb més facilitat.
Si no veiem l'altre, és més senzill agredirlo, el procés de "cosificació" esdevé més fàcil. Tractar
els altres com si fossin coses també és violència.

## Conductes del ciberbullying
Les conductes més usuals són les següents:
- Amenaces directes: Assetjament per missatgeria instantània o SMS (missatges amenaçants o desagradables), fer avisos inapropiats, usar noms d'usuaris semblants fingint ser una altra persona, bombardeig d'SMS.
- Robatori de contrasenyes, suplantació d'identitat: Alteració de missatges de la víctima, suplantació en els xats, presentar la víctima com a agressor.
- Blogs, fotologs: Quan s'usen per danyar la reputació, publicar fotos reals o trucades.
- Ús o creació de webs amb continguts ofensius: Publicació de dades personals.
- Enviament de fotografies o vídeos per correu electrònic, SMS o MMS: Enregistrar fets d'amagat (per exemple als vestidors), contra la voluntat de la víctima, o d'agressions.
- Enquestes d'Internet: Amb voluntat ofensiva, per exemple: “qui és la que està més bona de l'Institut” o “qui és el més imbècil de l'IES”.
- En els jocs multiusuari: Insults, amenaces, llenguatge obscè o agressiu.
- Enviament de programes brossa: virus, subscripció a llistes de pornografia, col·lapse de la bústia de la víctima, etc.

Hi ha estudis que corroboren que els efectes del ciberbullying sobre la víctima poden ser pitjors que les agressions físiques, tot indicant que les emocions que més sovint tenen les víctimes envers aquest tipus de situacions són les de disgust, tristesa, por, solitud, frustració...

## Enquestes i estadístiques

### Estudi: característiques i impacte del cyberbullying entre l'alumnat d'ESO de les Illes Balears, 2008
És un estudi del Departament de Pedagogia Aplicada i Psicologia de l'Educació, del govern de les Illes Balears, entre els alumnes d'ESO a les Illes Balears.
Aquest projecte té per finalitat esbrinar la incidència, el tipus i les característiques generals del fenomen del ciberassetjament entre l'alumnat de l'Educació Secundària Obligatòria (ESO) de les Illes Balears. Alguns dels principals aspectes esbrinats en aquest projecte són:
- Disponibilitat o accessibilitat a Internet i al mòbil.
- Accés a Internet des de casa i des d'altres indrets.
- Temps que fa que tenen connexió a Internet des de casa.
- Indret de casa on està situat l'ordinador amb accés a Internet.
- Disponibilitat de mòbil.
- Edat a la qual es pot disposar del primer mòbil.

#### Mètode
Es va elaborar el qüestionari Ciberassetjament escolar Illes Balears que consta de 56 preguntes. L'enquesta es va aplicar els mesos de gener i febrer de 2009 a una mostra de l'alumnat d'Educació Secundària Obligatòria (ESO) de les Balears (població total: 39.767 alumnes d'ESO). La mostra fou de 1.826 alumnes de 22 centres: 13 de públics i 9 de
concertats. S'enquestaren 1.318 menors de Mallorca, 153 de Menorca, 274 d'Eivissa i 81 de Formentera.

#### Principals resultats
- Característiques de la mostra.

Segons dades del Ministerio de Educación (2009), en el curs 2008-2009 a les Balears hi havia 39.767 alumnes matriculats a l'Educació Secundària Obligatòria (ESO).
- Equipament d'Internet i mòbil de què es disposa.

La immensa majoria de l'alumnat d'ESO de les Balears (el 89,7%) disposa d'accés a Internet des de casa seva.L'espai de la llar on està situat l'ordinador des del qual es connecten a Internet és la pròpia habitació; així ho fa el 47,4%. El percentatge dels qui disposen de telèfon mòbil és del 92%3 per al conjunt de l'alumnat.
- Víctimes de ciberassetjament.

Segons l'estudi, observant aquelles situacions patides en alguna ocasió (independentment de la freqüència), es veu que el percentatge més elevat (fins al 23,7%) correspon als qui diuen que a través del Messenger els han insultats. El segon percentatge més alt (23,4%) correspon als qui afirmen que, també a través del Messenger, algú ha suplantat la seva identitat. Amb valors superiors al 10%, a part dels assenyalats, només hi ha els que diuen que els han suplantat la identitat a través d'un xat (10,5%). Més amunt del 7% hi ha: insult a través d'un xat (9,7%), difondre rumors a través d'una xarxa social (7,4%), amenaces a través del Messenger (7,3%), burles a través del telèfon (7,7%) i, finalment, insults a través d'una xarxa social (7,6%).
- Coneixement de situacions de ciberassetjament a alumnes del seu centre escolar.

Els comportaments de ciberassetjament més freqüents (aquells que un major percentatge dels
enquestats afirmen que en coneixen diversos casos) són:
1. Burles a través de xarxes socials (El 29,3% afirma conèixer-ne diversos casos)
2. Suplantar la personalitat a un xat (23,6%)
3. Exclusió a xarxes socials (23,1%)
4. Insults a través de xarxes socials (18,4%)
5. Amenaces a través de xarxes socials (16,1%)

Les xarxes socials i els xats apareixen com els indrets virtuals on es produeixen més casos de ciberassetjament
- Reaccions davant el patiment de situacions de ciberassetjament.

Segons l'estudi, el 32% de les víctimes afirma que no ha fet res davant una situació de ciberassetjament. Entre els qui diuen que no ho han comunicat a ningú (el 25,4%), hi ha un percentatge important (44%) que afirma que no ho ha fet perquè creu que «és una cosa que no té importància». Aquest tipus de reacció reforça la invisibilitat que en general tenen els comportaments agressius entre iguals; si bé els companys en coneixen l'existència, segueix sent un problema inexistent per als adults. Respecte del fet que el 20,6% manifesti «que és un afer que he d'arreglar tot/a sol/a», cal dir que coincidim amb aquells autors que consideren el bullying i el ciberassetjament com un problema grupal, amb implicacions socials (Salmivalli, Lagerspetz, Björkqvist, Osterman, Kaukiainem, 1996). Pel que fa a qui es comenta la situació de patiment de cyberbullying, com calia esperar en aquesta edat, els amics i amigues apareixen com els principals destinataris de les confidències. Els pares i les mares són el destinatari més citat en segon lloc; les mares —això ja s'havia observat en altres treballs realitzats a les Balears (GIPDE, 2000)— són el principal referent dels joves a l'hora de fer confidències.
- Ajuda rebuda davant el patiment de ciberassetjament i coneixement dels causants

Segons l'estudi, els amics són els qui més intervenen a l'hora d'ajudar les víctimes de cyberbullying. Un 50,5% manifesta que un amic o amiga el va ajudar i un 18,6% que va trobar suport en un company. Per altra banda, és també destacable l'escassa participació dels pares i mares (només el 15% diu que hi va intervenir algun familiar) i del professorat (7,4%). Aquestes dades mostren, una vegada més, la importància dels iguals en aquest període d'edat; quan tenen problemes a Internet els amaguen als pares i mares i només quan els casos són molt greus els ho conten; tracten de resoldre els problemes ells mateixos o amb els seus iguals (Garitaonandia, Garmendia, 2008).

## Estratègies por a combatre i afrontar el ciberbullying

### Estratègies per als pares
- Transmetre confiança per tal que recorrin als adults (pares i/o professorat) en cas de dificultats.
- Involucrar als pares i adults en general a aprendre a utilitzar les noves tecnologies. Això permet saber què fan els nois i les noies quan estan connectats i els possibles riscos a què s'enfronten.
- Ensenyar a ignorar l'spam (correu brossa) i a no obrir arxius dels que no en coneixem la procedència o no confiables. Un virus pot malmetre tot l'ordinador.
- Explicar que hi ha programes capaços de desxifrar les nostres contrasenyes de correu electrònic.
- És preferible que l'ordinador estigui en una habitació d'ús comú, on hi pugui haver un cert control. Navegar amb ells pot ser una bona estratègia en les primeres edats.
- Si no la necessiteu, no instal·leu una webcam. Hi ha programes que poden activarla i controlar-la externament.
- Parlar amb els adolescents sobre què fan quan naveguen per Internet: quines pàgines

visiten, amb qui parlen i sobre què.
- Insistir que mai no han de donar les seves dades personals a gent que hagin conegut en els xats, Messenger, xarxes socials com Facebook, Tuenti, MySpace, etc.
- Explicar que mai no ha d'enviar fotos ni vídeos seus ni dels seus amics a desconeguts.
- Parlar dels riscos d'Internet. Que sigui un món virtual no vol dir que no pugui tenir problemes. A vegades no n'hi ha prou apagant l'ordinador. Si cal, instal·leu "defenses tècniques" (filtres de contingut, programes de control d'accés, configuracions del navegador, etc.)
- L'ús d'Internet s'ha de regir per unes mínimes normes de comportament i de respecte envers els altres. Si observeu el vostre fill trist o enfadat després d'usar Internet, si observeu que restringeix el contacte amb els seus amics, que evita anar a escola, si se'l veu trist o deprimit... pot ser indicador que hi ha algun problema.
- Fomentar l'ús responsable.[3]

### Estratègies per als nens
- Mai no responguis emails que et demanin el teu nom d'usuari i la teva contrasenya, ni els introdueixis en pàgines que no siguin de confiança.
- La contrasenya del correu electrònic és personal; no la diguis ni als teus amics. Tampoc no utilitzis contrasenyes òbvies com dates assenyalades o noms que tinguin una relació directa amb tu.
- No respondre a una provocació; possiblement és el que pretén l'emissor. Moltes vegades és una bona tàctica ignorar l'assetjador.
- "Gugleja't ". Teclejar el teu nom o "àlies" al Google o a un altre cercador, per veure si hi ha alguna cosa a la xarxa que faci referència a tu.
- Si ens connectem a l'escola o des d'un cibercafè, cal estar atents a no marcar les opcions del tipus ”recordar contrasenya” i, en finalitzar, tancar completament la sessió d'usuari.
- Utilitzar Internet d'una manera responsable i si es té algun problema explicarho als pares o als mestres de l'escola.[3]

## Línies d'ajuda
L'ONG Protégeles proporciona una línia d'ajuda mitjançant el web www.internetsinacoso.com on proporcionen orientació sobre els passos a seguir, orientació psicòlogica, i com denunciar-ho.